# Empresa Brasileira de Pesquisa Agropecuária
L'Empresa Brasileira de Pesquisa Agropecuária (Embrapa, Entreprise Brésilienne de Recherche Agricole) est une entreprise d'État brésilienne fondée le 26 avril 1973 et spécialisée dans l'agronomie. Elle est largement responsable de la transformation du Brésil en grande puissance agricole en ayant notamment adapté les variétés les plus courantes (blé, maïs, soja) au climat subtropical d'une grande partie du Brésil, notamment du sertão et du cerrado.
Embrapa est composé de 46 centres locaux et spécialisés de recherche. Par exemple, un Centre spécialisé dans les ovins et les caprins existe à Sobral, dans l'État de Ceará. Elle emploie près de 9 000 personnes, dont plus de 2 200 chercheurs. 
L'entreprise a plus d'une trentaine d'accords internationaux et est présente en France, en Allemagne, aux États-Unis, en Corée du Sud et en Chine pour aider au développement agraire.